# Берг, Ээро
Ээро Эдвин Берг (фин. Eero Edvin Berg; 17 февраля 1898 — 14 июля 1969) — финский легкоатлет, призёр Олимпийских игр.

## Биография
Ээро Берг родился в 1896 году в общине Кангасала (Великое княжество Финляндское). В 1924 году на Олимпийских играх в Париже он завоевал бронзовую медаль в беге на 10 км; также он принимал участие в соревнованиях по кроссу, но не дошёл до финала.